# Custos Messium
Custos Messium (z łac. „Strażnik Plonów”) – historyczny gwiazdozbiór leżący pomiędzy obecnymi konstelacjami Cefeusza, Kasjopei i Żyrafy. Gwiazdozbiór został stworzony przez Jérôme Lalande’a w roku 1775 z gwiazd położonych nad „zadem” Żyrafy, pomiędzy Kasjopeą a historycznym gwiazdozbiorem Renifera. Lalande wprowadził ten gwiazdozbiór przy okazji pojawienia się w 1774 roku w tej części nieba komety (C/1774 P1). Nazwa Custos Messium żartobliwie honoruje rodaka Lalande’a, znanego obserwatora komet Charles’a Messiera, który obserwował tę kometę w 1774 roku. Nazwa ma także uzasadnienie mitologiczne: Strażnik Plonów był umiejscowiony pomiędzy królewskimi postaciami Cefeusza i Kasjopei, mitycznych władców rolniczej Etiopii a Żyrafą – zwierzęciem zjadającym plony afrykańskich rolników; ponadto  Fenicjanie w tej części nieba wyobrażali sobie pole pszenicy. Gwiazdozbiór kilkukrotnie pojawiał się w atlasach nieba, ale szybko wyszedł z użycia.